# Otopteropus cartilagonodus
Il pipistrello della frutta pigmeo di Luzon (Otopteropus cartilagonodus Kock, 1969) è un pipistrello appartenente alla famiglia degli Pteropodidi, unica specie del genere Otopteropus (Kock, 1969), endemico dell'isola di Luzon, nelle Filippine.

## Descrizione

### Dimensioni
Pipistrello di medio-piccole dimensioni, con la lunghezza totale tra 70 e 76 mm, la lunghezza dell'avambraccio tra 43 e 50 mm, la lunghezza della coda fino a 6 mm, la lunghezza delle orecchie tra 12 e 14 mm e un peso fino a 17 g.

### Caratteristiche craniche e dentarie
Il cranio è privo dei fori post-orbitali, comuni nelle altre specie simili.
Sono caratterizzati dalla seguente formula dentaria:

### Aspetto
La pelliccia è lunga e si estende densamente sugli arti inferiori e sulle ali fino all'altezza dei gomiti e delle ginocchia. Le parti dorsali sono bruno-nerastre, mentre quelle ventrali sono più chiare, cosparse sul petto e l'addome di peli con la punta biancastra. I maschi, durante la stagione riproduttiva, presentano delle masse ghiandolari circolari sulla parte superiore dell'addome. Il muso è corto, le narici sono tubulari e divergenti, gli occhi sono grandi. Le orecchie sono relativamente corte, ben separate, con i margini talvolta marcati di rosso e con due caratteristiche protuberanze biancastre, una più allungata sul bordo anteriore ed una più rotonda su quello posteriore. Le membrane alari sono reticolate ed attaccate posteriormente al secondo dito del piede. La coda è spesso assente o limitata ad un piccolo tubercolo, l'uropatagio è ridotto ad una sottile membrana lungo la parte interna degli arti inferiori. Il calcar è corto.

## Biologia

### Alimentazione
Si nutre di piccoli frutti, in particolare quelli del genere Melastoma.

### Riproduzione
Le femmine danno alla luce un piccolo alla volta all'anno.

## Distribuzione e habitat
Questa specie è diffusa sull'Isola di Luzon, nelle Filippine.
Vive nelle foreste primarie e secondarie fino a 2.530 metri di altitudine.

## Conservazione
La IUCN Red List, considerato che la specie è molto comune, in particolare in alta montagna, dove le minacce sono minime, classifica O.cartilagonodus come specie a rischio minimo.